# Луцький повіт (Річ Посполита)
Луцький повіт — адміністративно-територіальна одиниця Волинського воєводства Великого князівства Литовського, а з 1569 року — Речі Посполитої з центром у місті Луцьк. Був найбільшим та найчисельнішим повітом Волинського воєводства, управлявся луцьким старостою.

## Географія
На півночі Луцький повіт межував з Берестейським воєводством по нижній течії Горині, Стиру і Стоходу. На заході — з Володимирським повітом та Белзьким воєводством, на півдні кривим кордоном від Берестечка до Полонного Луцький повіт межував з Кременецьким, а на сході проходила межа з Київським воєводством по Случі.
Площа повіту за різними підрахунками становила від бл. 20 600 квадратних кілометрів (за вимірами О. Яблоновського) до бл. 22 750 квадратних кілометрів (за вимірами О. Барановича).
Населення Луцького повіту у 1629 році за підрахунками О. Барановича становило бл. 363948 осіб (без шляхти та духовенства), а щільність населення — 19,55 чоловік на квадратрний кілометр. 